# Bäckaskog
Bäckaskog är en tätort i Kristianstads kommun i Skåne län.
Bäckaskog uppstod kring den numera nedlagda stationen vid järnvägslinjen mellan Kristianstad och Sölvesborg. Numera passerar E22 utanför samhället.
Trolle Ljungby slott och Bäckaskogs slott ligger några kilometer söder- respektive norrut.

## Befolkningsutveckling
| Befolkningsutvecklingen i Bäckaskog 1960–2020 | Befolkningsutvecklingen i Bäckaskog 1960–2020 | Befolkningsutvecklingen i Bäckaskog 1960–2020 | Befolkningsutvecklingen i Bäckaskog 1960–2020 | Befolkningsutvecklingen i Bäckaskog 1960–2020 |
| --------------------------------------------- | --------------------------------------------- | --------------------------------------------- | --------------------------------------------- | --------------------------------------------- |
|                                               |                                               |                                               |                                               |                                               |
| År                                            |                                               |                                               | Folkmängd                                     | Areal (ha)                                    |
| 1960                                          | 1960                                          |                                               | 202                                           |                                               |
| 1975                                          | 1975                                          |                                               | 254                                           |                                               |
| 1980                                          | 1980                                          |                                               | 286                                           |                                               |
| 1990                                          | 1990                                          |                                               | 355                                           | 38                                            |
| 1995                                          | 1995                                          |                                               | 339                                           | 38                                            |
| 2000                                          | 2000                                          |                                               | 313                                           | 38                                            |
| 2005                                          | 2005                                          |                                               | 308                                           | 38                                            |
| 2010                                          | 2010                                          |                                               | 293                                           | 38                                            |
| 2015                                          | 2015                                          |                                               | 304                                           | 42                                            |
| 2020                                          | 2020                                          |                                               | 317                                           | 43                                            |
| Anm.: Ej tätort 1965-1970.                    |                                               |                                               |                                               |                                               |